# Cydistomyia quadrimaculata
Cydistomyia quadrimaculata är en tvåvingeart som beskrevs av Burger 1995. Cydistomyia quadrimaculata ingår i släktet Cydistomyia och familjen bromsar.
Artens utbredningsområde är Nya Kaledonien. Inga underarter finns listade i Catalogue of Life.